# Liste der Monuments historiques in Nogent-sur-Oise
Die Liste der Monuments historiques in Nogent-sur-Oise führt die Monuments historiques in der französischen Gemeinde Nogent-sur-Oise auf.

## Liste der Bauwerke
| Bezeichnung                   | Beschreibung | Standort | Kennzeichnung | Schutzstatus | Datum | Bild           |
| ----------------------------- | ------------ | -------- | ------------- | ------------ | ----- | -------------- |
| Reste des Schlosses Sarcus    |              | (Lage)   | PA00114780    | Inscrit      | 1929  | weitere Bilder |
| Kirche Ste-Maure-Ste-Brigitte |              | (Lage)   | PA00114782    | Classé       | 1946  | weitere Bilder |
| Croix des Vierges             | Kreuz        | (Lage)   | PA00114781    | Inscrit      | 1927  | weitere Bilder |

## Liste der Objekte
- Monuments historiques (Objekte) in Nogent-sur-Oise in der Base Palissy des französischen Kultusministeriums